# Флиник, Ян
Ян Флиник (пол. Jan Flinik, 9 октября 1932, Гнезно, Польша — 27 апреля 2017, там же) — польский хоккеист (хоккей на траве), нападающий.

## Биография
Ян Флиник родился 9 октября 1932 года в польском городе Гнезно.
В 1951 году окончил местное профессиональное училище, получив специальность слесаря.
Играл в хоккей на траве за «Стеллу» / «Спойнию» / «Спарту» из Гнезно, с которой 11 раз становился чемпионом Польши. Ещё один титул выиграл в 1954 году с ОВКС из Вроцлава во время службы в армии.
В 1952 году вошёл в состав сборной Польши по хоккею на траве на Олимпийских играх в Хельсинки, занявшей 6-е место. Играл на позиции нападающего, провёл 5 матчей, забил (по имеющимся данным) 3 мяча (по одному в ворота сборных ФРГ, Бельгии и Швейцарии). Голы бельгийцам и швейцарцам стали единственными в матчах и победными.
В 1960 году вошёл в состав сборной Польши по хоккею на траве на Олимпийских играх в Риме, занявшей 12-е место. Играл на позиции нападающего, провёл 4 матча, забил 1 мяч в ворота сборной Японии.
В 1949—1960 годах провёл 40 матчей за сборную Польши, забил 24 мяча.
Заслуженный мастер спорта Польши. Награждён серебряной и бронзовой медалью «За выдающиеся спортивные достижения», золотой медалью Польской ассоциации хоккея.
Умер 27 апреля 2017 года в Гнезно.

## Семья
Отец — Владислав Флиник, мать — Агнешка Флиник (ур. Боровска).
Вместе со старшими братьями Альфонсом (1926—2003) и Хенриком (1928—2008) Флиниками играл на клубном уровне и за сборную Польши на летних Олимпийских играх в Хельсинки и Риме.
Был женат на Барбаре Кшижаняк, имел двух дочерей — Веславу и Беату.

## Память
Имя Яна Флиника выбито на мемориальной доске, посвящённой олимпийцам Гнезно.